# Gilles Meloche
Gilles Meloche (* 12. července 1950, Montreal, Québec, Kanada) je bývalý hokejový brankář, který chytal v NHL.

## Rekord
Je držitelem rekordu za nejvíce obdržených gólů v základní části NHL - 2 756 gólů.

## Ocenění a úspěchy
- 1970 QMJHL – První All-Star Tým

## Prvenství
- Debut v NHL – 16. března 1971 (Vancouver Canucks proti Chicago Black Hawks)
- První inkasovaný gól v NHL – 16. března 1971 (Vancouver Canucks proti Chicago Black Hawks, kanadským útočníkem Bobby Schmautz)
- První vychytaná nula v NHL – 28. října 1971 (Boston Bruins proti California Golden Seals)

## Statistiky

### Základní části
| Sezona       | Tým                     | Liga         | Z   | V   | P   | R   | MIN    | OG   | ČK | POG  | %ChS |
| ------------ | ----------------------- | ------------ | --- | --- | --- | --- | ------ | ---- | -- | ---- | ---- |
| 1969–70      | Verdun Maple Leafs      | QMJHL        | 45  | —   | —   | —   | 2679   | 221  | 1  | 4.95 | .882 |
| 1970–71      | Chicago Black Hawks     | NHL          | 2   | 2   | 0   | 0   | 120    | 6    | 0  | 3.00 | .917 |
| 1970–71      | Flint Generals          | IHL          | 33  | —   | —   | —   | 1866   | 104  | 2  | 3.34 | —    |
| 1971–72      | California Golden Seals | NHL          | 56  | 16  | 25  | 13  | 3121   | 173  | 4  | 3.33 | .893 |
| 1972–73      | California Golden Seals | NHL          | 59  | 19  | 32  | 14  | 3473   | 235  | 1  | 4.06 | .885 |
| 1973–74      | California Golden Seals | NHL          | 47  | 9   | 33  | 5   | 2800   | 198  | 1  | 4.24 | .877 |
| 1974–75      | California Golden Seals | NHL          | 47  | 9   | 27  | 10  | 2771   | 186  | 1  | 4.03 | .877 |
| 1975–76      | California Golden Seals | NHL          | 41  | 12  | 23  | 6   | 2440   | 140  | 1  | 3.44 | .888 |
| 1976–77      | Cleveland Barons        | NHL          | 51  | 19  | 24  | 6   | 2961   | 171  | 2  | 3.47 | .890 |
| 1977–78      | Cleveland Barons        | NHL          | 54  | 16  | 27  | 8   | 3100   | 195  | 1  | 3.77 | .887 |
| 1978–79      | Minnesota North Stars   | NHL          | 53  | 20  | 25  | 7   | 3118   | 173  | 2  | 3.33 | .885 |
| 1979–80      | Minnesota North Stars   | NHL          | 54  | 27  | 20  | 5   | 3141   | 160  | 1  | 3.06 | .897 |
| 1980–81      | Minnesota North Stars   | NHL          | 38  | 17  | 14  | 6   | 2215   | 120  | 2  | 3.25 | .889 |
| 1981–82      | Minnesota North Stars   | NHL          | 51  | 26  | 15  | 9   | 3026   | 175  | 1  | 3.47 | .894 |
| 1982–83      | Minnesota North Stars   | NHL          | 47  | 20  | 13  | 11  | 2689   | 160  | 1  | 3.57 | .887 |
| 1983–84      | Minnesota North Stars   | NHL          | 52  | 21  | 17  | 8   | 2883   | 201  | 2  | 4.18 | .868 |
| 1984–85      | Minnesota North Stars   | NHL          | 32  | 10  | 13  | 6   | 1817   | 115  | 0  | 3.80 | .879 |
| 1985–86      | Pittsburgh Penguins     | NHL          | 34  | 13  | 15  | 5   | 1989   | 119  | 0  | 3.59 | .881 |
| 1986–87      | Pittsburgh Penguins     | NHL          | 43  | 13  | 19  | 7   | 2343   | 134  | 0  | 3.43 | .881 |
| 1987–88      | Pittsburgh Penguins     | NHL          | 27  | 8   | 9   | 5   | 1390   | 95   | 0  | 4.10 | .868 |
| Celkem v NHL | Celkem v NHL            | Celkem v NHL | 788 | 270 | 351 | 131 | 45,397 | 2756 | 20 | 3.64 | .885 |

### Play-off
| Sezona       | Tým                   | Liga         | Z  | V  | P  | MIN  | OG  | ČK | POG  | %ChS |
| ------------ | --------------------- | ------------ | -- | -- | -- | ---- | --- | -- | ---- | ---- |
| 1969–70      | Verdun Maple Leafs    | QMJHL        | 11 | 5  | 6  | 654  | 34  | 0  | 3.12 | .921 |
| 1969–70      | Quebec Remparts       | M-Cup        | 8  | 4  | 4  | 474  | 35  | 0  | 4.43 | —    |
| 1970–71      | Flint Generals        | IHL          | 3  | —  | —  | 183  | 11  | 0  | 3.61 | —    |
| 1979–80      | Minnesota North Stars | NHL          | 11 | 5  | 4  | 564  | 34  | 1  | 3.62 | .885 |
| 1980–81      | Minnesota North Stars | NHL          | 13 | 8  | 5  | 802  | 47  | 0  | 3.52 | .884 |
| 1981–82      | Minnesota North Stars | NHL          | 4  | 1  | 2  | 184  | 8   | 0  | 2.61 | .908 |
| 1982–83      | Minnesota North Stars | NHL          | 5  | 2  | 3  | 319  | 18  | 0  | 3.39 | .882 |
| 1983–84      | Minnesota North Stars | NHL          | 4  | 1  | 2  | 200  | 11  | 0  | 3.30 | .875 |
| 1984–85      | Minnesota North Stars | NHL          | 8  | 4  | 3  | 395  | 25  | 1  | 3.80 | .902 |
| Celkem v NHL | Celkem v NHL          | Celkem v NHL | 45 | 21 | 19 | 2464 | 143 | 2  | 3.48 | .889 |

### Reprezentace
| Rok                       | Tým                       | Soutěž                    | Z | V | P | R | MIN | OG | ČK | POG  | %ChS |
| ------------------------- | ------------------------- | ------------------------- | - | - | - | - | --- | -- | -- | ---- | ---- |
| 1982                      | Kanada                    | MS                        | 5 | 3 | 2 | 0 | 299 | 16 | 1  | 3.21 | —    |
| Seniorská kariéra celkově | Seniorská kariéra celkově | Seniorská kariéra celkově | 5 | 3 | 2 | 0 | 299 | 16 | 1  | 3.21 | —    |